# Rutstroemia gallincola
Rutstroemia gallincola är en svampart som beskrevs av Velen. 1934. Rutstroemia gallincola ingår i släktet Rutstroemia och familjen Rutstroemiaceae.   Inga underarter finns listade i Catalogue of Life.